# نادي أفيلينو
نادي أفيلينو (بالإيطالية: A.S. Avellino 1912)‏، نادي كرة قدم إيطالي يقع في مدينة أفيلينو في إيطاليا، تأسس عام 1912.
يلعب حاليا في الدوري الإيطالي الدرجة الثانية.

## وصلات خارجية
- الموقع الرسمي